# Allan Briggs
Allan Lindsay Briggs (* 14. Februar 1873 in Bridgeport, Connecticut; † 12. November 1951 in Vineyard Haven, Massachusetts) war ein US-amerikanischer Sportschütze.

## Erfolge
Allan Briggs nahm an den Olympischen Spielen 1912 in Stockholm in vier Disziplinen teil. Im Dreistellungskampf mit dem Armeegewehr kam er nicht über den 25. Platz hinaus. Im Wettbewerb mit dem Armeegewehr über 600 m in beliebiger Position verpasste er dagegen als Vierter das Podium nur knapp. Den Einzelwettkampf mit dem Freien Gewehr im Dreistellungskampf beendete er auf dem 35. Platz. Eine Goldmedaille sicherte er sich schließlich im Mannschaftswettbewerb mit dem Armeegewehr. Die US-amerikanische Mannschaft, zu der neben Briggs noch Harry Adams, John Jackson, Cornelius Burdette, Carl Osburn und Warren Sprout gehörten, schloss den Wettkampf mit 1687 Punkten vor der britischen und der schwedischen Mannschaft ab und wurde somit Olympiasieger. Briggs war mit 283 Punkten der zweitbeste Schütze der Mannschaft.
Briggs war zum Zeitpunkt der Olympischen Spiele Captain bei der US Army.